# Михайло Крешимир II
Михайло Крешимир II (хорв. Mihajlo Krešimir II; †969) — хорватський король з династії Трпимировичів, молодший син короля Крешимира І. Після смерті брата Мирослава правив Хорватією з 949 до 969 р.
Михайло став королем під іменем Михайла Крешимира II, щоб підкреслити тяглість батьківських традицій та політики.
Під владою Михайла Крешимира II Хорватія поступово відновила свою могутність, практично відновила контроль над Боснією, втрачений за роки правління Мирослава.
Шлюб із Єленою Задарською давав змогу підтримувати хороші стосунки з Задаром та іншими містами Далмації. Після смерті чоловіка Єлена була регентом при синові Степану.